# Weibin, Baoji
Weibin är ett stadsdistrikt och säte för stadsfullmäktige i Baoji i Shaanxi-provinsen i nordvästra Kina. Det ligger omkring 170 kilometer väster om provinshuvudstaden Xi'an.